# Taktslag per minut
Taktslag per minut, förkortat bpm (engelska: beats per minute), är ett mått på tempot hos ett musikstycke. Till skillnad från tempobeteckningar är bpm ett absolut värde som har betydelse vid bland annat mixning och synkronisering med till exempel bild och effekter.
Bpm kan även stå för takter per minut (engelska: bars per minute). Exempelvis spelas olika foxtrotvarianter med 28 till 52 takter per minut. Eftersom det i detta fall är fyrtakt blir det 112 till 208 taktslag per minut.
Majoriteten av modern musik håller sig mellan 60 och 150 BPM. Det finns musik som går så långsamt som under 25 BPM (med den italienska tempobeteckningen larghissimo). Åt andra hållet finns det jazzstycken som kan framföras i över 350 BPM, och inom den elektroniska dansmusiken finns undergenrer som terrorcore, som kan komma upp i över 1000 BPM. Vid sådant tempo förlorar slagen sin individualitet och övergår i att uppfattas som låga toner; sådan technomusik kallas ibland för extratone.